# 龙潭镇 (揭西县)
龙潭镇是中国广东省揭阳市揭西县下辖的一个镇，位于揭西县中部。
境内的高田农场，列为揭西县的一个类似乡级单位。

## 行政区划
龙潭镇共辖1个社区：新圩社区，15个行政村，分别是：
菜仔园村 (劉姓)、
南福田村 (劉姓)、
龙跃村(劉姓)、
北联村(劉姓)、泉水塘村(劉姓)、
团结村(劉姓)、井田村(原葉姓，現劉姓)、
关山村(劉姓)、
汤坝村(原湯姓，現在蔡姓)、
井下村（蔡姓）、
陂尾村 (劉姓)、
龙东村 (蔡姓)、
双龙村 (蔡姓)、
富光村 (蔡姓)、
高田村 (蔡姓)(原葉姓、謝姓。
楊屋樓 (原楊姓)